# Pálio

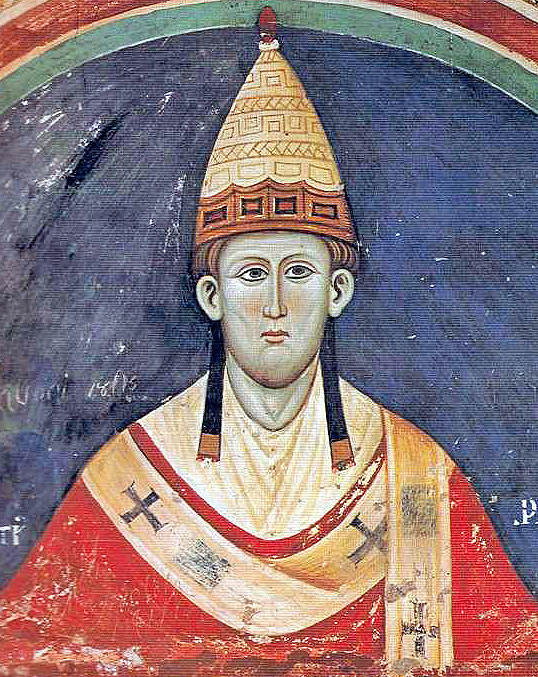
Papa Inocêncio III revestido de um pálio omóforo e com a tiara de uma única coroa, representado num afresco do claustro do Sacro Speco.

Pálio (do latim pallium: capa ou manto que cobre os ombros, e este de palla romana: manto romano de lã, que vem do grego Πάλλω: mover ligeiramente) é uma espécie de colarinho de lã branca, com cerca de 5 cm de largura e dois apêndices — um na frente e outro nas costas, com 6 cruzes bordadas ao seu longo e que expressa a unidade com o sucessor de Pedro.
Originalmente, era exclusivo dos papas, sendo depois estendido aos metropolitas e primazes, como símbolo de jurisdição delegada a eles pelo pontífice.
Destinado, portanto, aos bispos que assumem uma arquidiocese, o pálio simboliza o poder na província e sua comunhão com a Igreja Católica, ministério pastoral dos arcebispos e sua união com o Bispo de Roma.

## História
É impossível precisar exatamente quando o pálio foi introduzido na Igreja. Conforme o Liber Pontificalis, começou a ser usado na primeira metade do século IV. Segundo este livro, o Papa Marcos foi o introdutor do uso do pálio, no ano 336, instituído apenas aos papas. Este papa também teria concedido o uso ao bispo de Óstia, o qual, como decano, teria consagrado o papa. Após o século VI foi instituído também aos metropolitas. Em 513 o Papa Símaco concedeu o pálio, em São Cesário de Arles.
Em numerosas referências do século VI o pálio é referido como uma veste longa habitual. Tudo indica que, inicialmente, apenas o papa podia usá-lo e seu uso por outro bispo foi tolerado apenas quando permitido pelo papa, como sinal de distinção. Esta honra foi conferida, geralmente, aos metropolitas, especialmente aqueles vigários nomeados pelo pontífice. Mas, algumas vezes, foi conferido a simples bispos, como Siágrio de Autun, Dono de Messina e João de Siracusa, o que fez o papa Gregório I. O uso do pálio entre os metropolitas não se tornou geral até o século IX, quando se tornou obrigatória a profissão de fé antes da recepção. O objetivo desta regra foi trazer os metropolitas a um vínculo mais íntimo com a Cátedra Romana, fonte de todas as prerrogativas, fortalecendo assim a unidade da Igreja. Isto serviu para neutralizar as aspirações de vários metropolitas que desejavam uma autonomia incompatível com a constituição da Igreja. Esta medida neutralizou as más influências e revitalizou a jurisdição dos metropolitas. O juramento de lealdade na recepção do pálio, que subsiste até hoje, surgiu no século XI, quando reinava o Papa Pascoal I e substituiu a profissão de fé. Inicialmente, desde o século VI, um tributo era pago pela recepção do pálio, o que foi revogado pelo Papa Gregório Magno, no sínodo romano, de 595, mas reintroduzido mais tarde como colaboração para manutenção da Santa Sé.

## Origem
Há muitas opiniões diferentes a respeito da origem do pálio. Alguns autores julgam-no originário de uma investidura feita por Constantino ou um de seus sucessores; outros consideram-no uma imitação do efod hebreu. Outros afirmam que sua origem é o manto de São Pedro, símbolo de seu ofício de pastor supremo.
O pálio romano era um simples cachecol dobrado e fixado no ombro esquerdo.
Na origem o pálio e o omofório eram a mesmo veste. O omofório é uma faixa larga de pano, muito maior do que o pálio moderno, usado por todos os bispos Ortodoxos orientais e por bispos Católicos orientais do Rito Bizantino. A teoria que explica sua origem em relação à figura do Bom Pastor que carrega a ovelha em seus ombros, é posterior à arte cristã antiga,na qual este é um tema comum.
O cerimonial e preparação do pálio e sua imposição nos ombros do papa, no dia da cerimônia de inauguração de seu pontificado retoma este simbolismo. Outros, ainda, dizem provir o pálio do manto litúrgico dos antigos papas, que no decorrer do tempo, foi dobrado na forma de faixa. Também há quem afirme que deriva ele do costume de dobrar o manto-pálio ordinário, uma vestimenta romana dos tempos imperiais; e ainda, uma hipótese diz ter sido introduzido diretamente como veste litúrgica papal, que de início não era estreita, mas de forma oblonga que, depois, foi dobrada.
Estas várias hipóteses foram exaustivamente estudadas por Braun ("und Oriente de Gewandung im Occident liturgische," sect. iv, ch. iii, N. 8). Ligá-lo à investidura do imperador, ao ephod do sumo-sacerdote judeu, ou ao fabuloso manto de São Pedro, é inteiramente inadmissível. A opinião correta parece ser a de que o pálio foi introduzido como uma insígnia litúrgica do papa, e é improvável que tenha sido adotado como imitação de algo.

## Forma

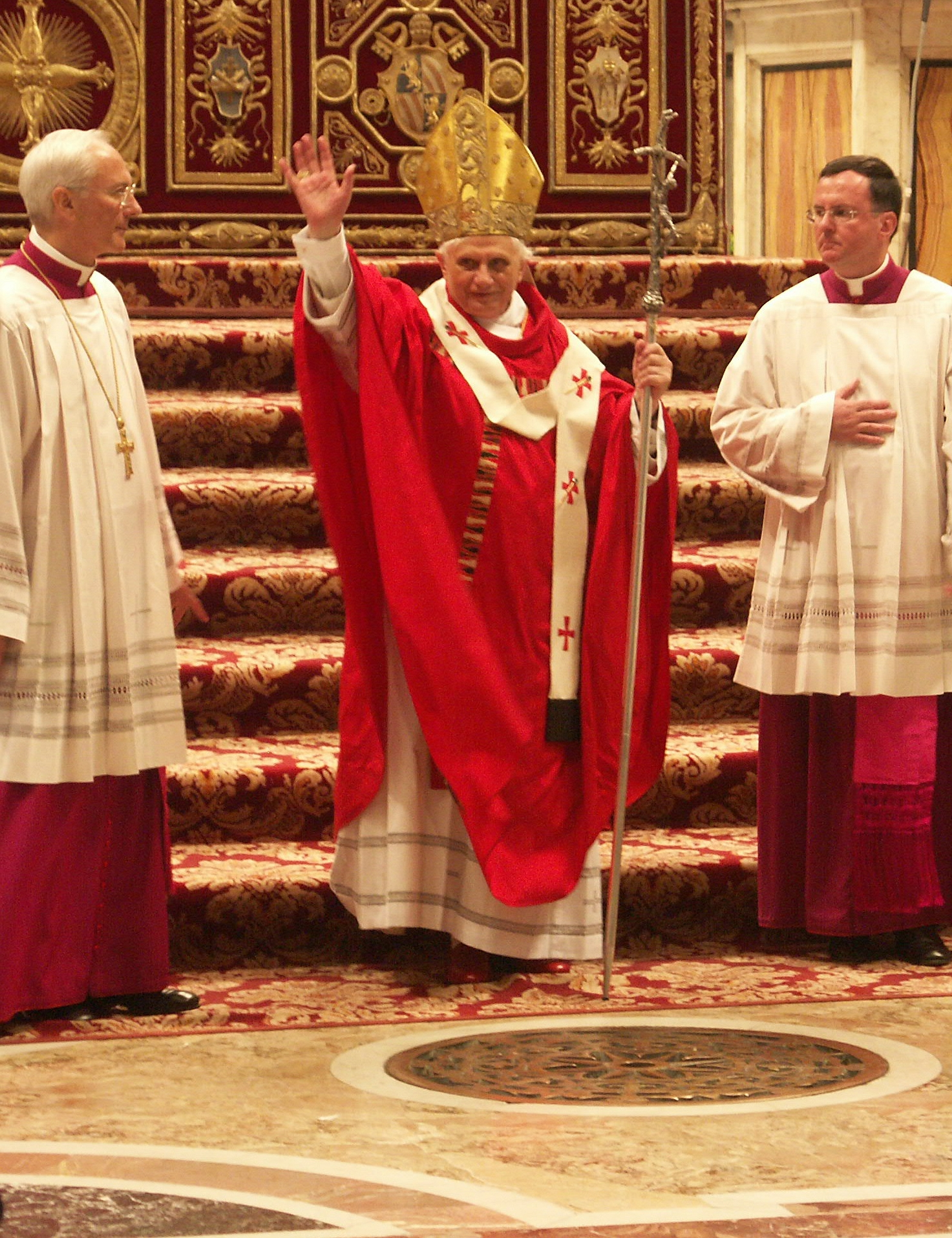
Papa Bento XVI revestido do pálio papal e portando a férula na mão esquerda.

Há uma diferença sensível entre a forma do pálio moderno e o usado nas épocas cristãs mais remotas, conforme pode-se ver nos mosaicos de Ravena. No século VI, o pálio era uma longa faixa, moderadamente larga, branca, ornamentada em sua extremidade com uma cruz preta ou vermelha, e terminada fora com borlas; era drapejado em torno da garganta, dos ombros, e do peito em tal maneira que ficava com a forma de um V na parte dianteira, tendo duas extremidades penduradas para baixo do ombro esquerdo, uma na parte dianteira e outra atrás.
O pálio tomou a sua forma de uma letra Y, no século VIII, com medida de cerca de 5 cm. de largura. No século IX, conforme se vê em pinturas das igrejas romanas, a faixa do pálio, que era solta e mantinha-se no lugar pela aplicação de alfinetes (Spinelli), foi costurada e teve as pontas encurtadas. A forma circular atual data do século X ou XI. Dois exemplares antigos desta forma circular, que pertenceram ao arcebispo de São Heriberto (1201) e ao arcebispo de Sant'Ana (1075) encontram-se bem preservados em Siegburg, na arquidiocese de Colônia.
As duas faixas verticais do pálio circular foram encurtadas até o século XV,até atingirem, atualmente, um comprimento de aproximadamente doze polegadas.
O pálio é confeccionado com a lã de dois cordeiros brancos criados pelo monges trapistas. Possui uma volta no centro, a qual descansa nos ombros sobre a gola da casula, tendo duas pontas pendentes, uma anterior e outra posterior, com duas polegadas de largura, por doze  de comprimento; de modo que, quando visto da parte dianteira ou traseira, ele se assemelha à letra Y. para dar mais peso ao pálio, as extremidades das pontas são entrelaçadas com seda preta.
É decorado com seis cruzes pretas, uma em cada ponta, uma em cada ombro e uma no peito e outra nas costas. O pálio é guarnecido por três alfinetes de ouro decorado com gemas, chamados espinelos (Spinelli), os quais são fixados em laços existentes nas cruzes do peito, das costas e do ombro esquerdo. Estas duas últimas características parecem ser remanescentes da época em que o pálio romano era um simples cachecol dobrado e fixado no ombro esquerdo.
O Papa Bento XVI retomou o uso do pálio antigo, mais longo, com as duas extremidades com pontas de seda preta, caindo do ombro esquerdo e com as seis cruzes em vermelho, e não em preto. É muito legítimo que o papa, como pastor supremo da Igreja Católica, portanto, Pastor de outros pastores, use um pálio distinto dos que ele confere aos arcebispos, seus subordinados.
Porém, recentemente, o Papa Bento XVI modificou o seu pálio. O atual pálio papal é redondo com duas partes pendentes no peito e nas costas, ainda com seis cruzes vermelhas e as pontas com seda preta. A alegação é que o atual formato seria mais prático ao uso na liturgia.

## Decoração
Inicialmente, as únicas decorações no pálio eram duas cruzes perto das extremidades, conforme demonstram os mosaicos de Ravena e de Roma. Parece que a ornamentação do pálio, com um número maior de cruzes não se tornou habitual até o século IX, quando as cruzes pequenas foram aplicadas, especialmente sobre os ombros. Entretanto, durante a Idade Média, não havia nenhuma regra definida quanto ao número de cruzes, contudo havia um preceito que determinava a sua cor. Eram, geralmente, negras; mas, às vezes, vermelhas. Os pinos, que de início serviam para a fixação do pálio no lugar, foram mantidos como ornamentos, mesmo depois que o pálio passou a ser costurado na forma apropriada, embora já não tivessem toda a função prática. Em 1605 foi encontrado o pálio que envolveu o corpo de Papa Bonifácio VIII o que comprovou que no século XIII já era uso colocar pelos nas extremidades pendentes do pálio. Isto também o demonstrou os fragmentos do pálio encontrados no túmulo de Clemente IV.

## Confecção
O pálio é confeccionado pelas monjas beneditinas do Mosteiro de Santa Cecília, em Roma, que utilizam a lã dos dois cordeiros dos trapistas que são ofertados ao papa pelas jovens romanas no dia 21 de janeiro (festa de Santa Inês), numa missa pontifical na Basílica de Santa Inês fora dos Muros.

## Bênção
Os pálios novos são abençoados pelo Papa, guardados numa arca de prata, junto às relíquias, no túmulo do Apóstolo São Pedro e entregues por ele no dia 29 de junho de cada ano, solenidade de São Pedro, aos Metropolitas, nomeados desde a celebração do ano anterior.
Antigamente, o pálio já foi conferido, em Roma, por um Cardeal-Diácono e, fora de Roma, por um bispo, Núncio apostólico ou legado, sendo que em ambos os casos, a cerimônia ocorria após a celebração da missa e do juramento. Desde o Concílio Vaticano II, a cerimônia  renovada prescreve a bênção e recepção na primeira parte da missa, após a homilia. Os papas João Paulo II e Bento XVI fizeram questão que todos os novos arcebispos fossem pessoalmente a Roma para receber o pálio das mãos do pontífice e prestar o juramento a seus pés, na solenidade de São Pedro e São Paulo.
Em 2015, o Papa Francisco modificou o Rito de entrega do Pálio Arquiepiscopal aos novos Metropolitas: A partir de agora a faixa de lã branca será entregue e não colocada pelo Santo Padre. Como manda a tradição a 29 de junho, na Solenidade dos Santos Pedro e Paulo, o Papa entrega o pálio a cada um dos novos arcebispos metropolitas, mas a imposição do Pálio aos novos arcebispos será realizada nas respetivas dioceses de origem pela mão dos Núncios Apostólicos locais

## Uso do Pálio pelo Papa
Usado pelo papa, o pálio simboliza a plenitude do poder e do munus pontifício. O papa pode usá-lo em qualquer lugar do mundo, em função da sua jurisdição universal.

## Uso
Além do papa, o pálio é de uso exclusivo dos arcebispos metropolitanos. O pálio também é conferido ao Patriarca Latino de Jerusalém. As tradições precedentes que permitiam o privilégio de alguns bispos usarem o pálio foram extintas por um motu proprio do Papa Paulo VI em 1978. Um arcebispo metropolitano pode usar seu pálio, como sinal de sua jurisdição, não somente na sua própria arquidiocese, mas em qualquer lugar em sua província eclesiástica sempre que celebrar a missa. Embora o pálio seja reservado atualmente, apenas aos metropolitas, uma única exceção tem sido feita, ou seja, a concessão ao cardeal-decano do Sacro Colégio. João Paulo II assim o fez e Bento XVI, ex-decano, o repetiu, conferindo o pálio ao cardeal Angelo Sodano, cardeal-bispo de Óstia.
O pálio é usado sobre a casula, sendo que somente o papa pode usá-lo sobre o fano, que fica entre a casula e o pálio.
O pálio arquiepiscopal é concedido apenas aos arcebispos que assumem uma Arquidiocese (diocese mais antiga e importante de uma determinada região ou Estado), que são chamados Arcebispos. Um arcebispo não pode usar o pálio até que o papa lhe  confira esta insígnia, o que ocorre normalmente, no dia 29 de junho, na solenidade de São Pedro e São Paulo. Toda vez que assumem uma nova Arquidiocese, os arcebispos devem fazer uma nova solicitação da pálio ao Vaticano. Assim, Dom Murilo, que já o havia recebido quando assumiu a Arquidiocese de Maringá, em 11 de julho de 1997, fez a solicitação e recebeu novamente em 2002 junto com os outros arcebispos do mundo. Usado pelos arcebispos, representa sua participação no poder pastoral supremo do papa, que lhes concede para uso em suas próprias províncias. Um arcebispo que, eventualmente, não receba o pálio pode, conseqüentemente, não exercer algumas de suas funções como metropolita e não gozar de algumas de suas prerrogativas. Da mesma forma, depois de sua renúncia, o arcebispo já não pode mais usar o pálio. Se for transferido à outra arquidiocese deve fazer novo pedido de novo pálio.

## Simbolismo
Na realidade, o simbolismo do pálio é ainda mais concreto: a lã de cordeiro pretende representar a ovelha perdida ou também a ovelha doente e a ovelha débil, as quais o pastor põe aos seus ombros e conduz às águas da vida. A parábola da ovelha tresmalhada, que o pastor procura no deserto era, para os Padres da Igreja, uma imagem do mistério de Cristo e da Igreja. desde o século VI, o pálio foi considerado veste litúrgica, para ser usada somente na Igreja e, sem dúvida, somente durante a missa, a menos que um privilégio especial determinasse de outra maneira. Isto é demonstrado pela correspondência, sobre o uso do pálio, entre o Gregório Magno e João de Ravena. Não se sabe com exatidão quais foram as primeiras regras para o uso do pálio, mesmo antes do século VI, quando já tinha um certo caráter litúrgico. Sabe-se que, em épocas remotas, o uso do pálio era limitado a certos dias. Seu uso indiscriminado foi permitido a Incmaro de Reims por Leão IV, em 851, e a Bruno de Colônia, por Agapito II, em 954, era contrário ao costume geral. Nos séculos X e XI, como hoje, a regra era limitar o uso do pálio a alguns dias festivos e a algumas cerimônias. O caráter simbólico, unido agora ao pálio, data da época em que se tornou obrigatório aos metropolitas pedirem à Santa Sé a permissão para seu uso. A evolução deste caráter estava completa no final do século XI. No século VI, o pálio era símbolo do ofício e do poder papal e, no decorrer dos séculos, se consolidou como símbolo da plenitude deste ofício pontifical. Foi este o motivo do Papa Félix IV ter entregado o pálio a seu arquidiácono Bonifácio e, contrariando o costume, nomeou-o seu sucessor. Portanto, o pálio sempre significou a união com a Sé Apostólica e é ornamento das virtudes que devem adornar a vida daquele que o usa.